# Astrakhan guvernement
Astrakhan guvernement var et guvernement i den østlige del af Kejserdømmet Rusland og Sovjetunionen 1717–1929.

## Grænser
Guvernementet grænsede i nord til Saratov guvernement og Samara, i øst til provinsen Uralsk, i vest til donkosakkernes land, i syd til Det Kaspiske Hav og Stavropol guvernement. Det havde et areal på 236.531 km2.

## Demografi
Guvernementet havde 1.003.542 indbyggere i 1897. Omtrent en tredjedel var nomader af forskellige stammer så som kirgisere, kalmuker, tatarer, turkmener med flere; desuden fandtes her kosakker.
Alle det vestlige Asiens og Europas religioner mødtes her.

## Administrativ inddeling
Landet inddeltes i fem kredse: (Astrakhan, Krasnojar, Jenotajevsk, Chernitar og Tsarev),

## Terræn
Landet bestod næsten udelukkende af saltstepper fyldte af saltsøer, blandt hvilke Elton og Baskuntjak var de største, samt af vidt strakte saltsumpe. Fra dem blev udvundet landets behov for salt. Kun længst mod vester fandtes højdedrag (Ergeni-højderne), ellers lå hele området lavere end havoverfladen (depression) og havde en gang været havbund.

## Næringsliv
Somfølge af jordens saltholdighed var jordbruget ubetydligt, 80 % var uproduktiv mark, og kun omkring 26.500 km2 var dyrket, mest i Volga-deltaet. Der imod var steppen vel egnet til husdyrhold. En anden vigtig næringsvej var fiskeriet dels i Det Kaspiske Hav, dels i Volga; det sysselsatte 506.000 personer.